# Арраял-ду-Кабу
Арраял-ду-Кабу (порт. Arraial do Cabo) — город и муниципалитет в Бразилии, входит в штат Рио-де-Жанейро. Составная часть мезорегиона Байшадас-Литоранеас. Входит в экономико-статистический микрорегион Лагус. Население составляет 25 248 человек на 2007 год. Занимает площадь 152,305 км². Плотность населения — 165,7 чел./км².
Покровителем города считается Богоматерь дус-Ремедус.

## История
Город основан 13 мая 1985 года.

## Статистика
- Валовой внутренний продукт на 2004 год составляет 214 836 000,00 реалов (данные: Бразильский институт географии и статистики).
- Валовой внутренний продукт на душу населения на 2004 год составляет 8283,63 реалов (данные: Бразильский институт географии и статистики).
- Индекс развития человеческого потенциала на 2000 год составляет 0,790 (данные: Программа развития ООН).

## География

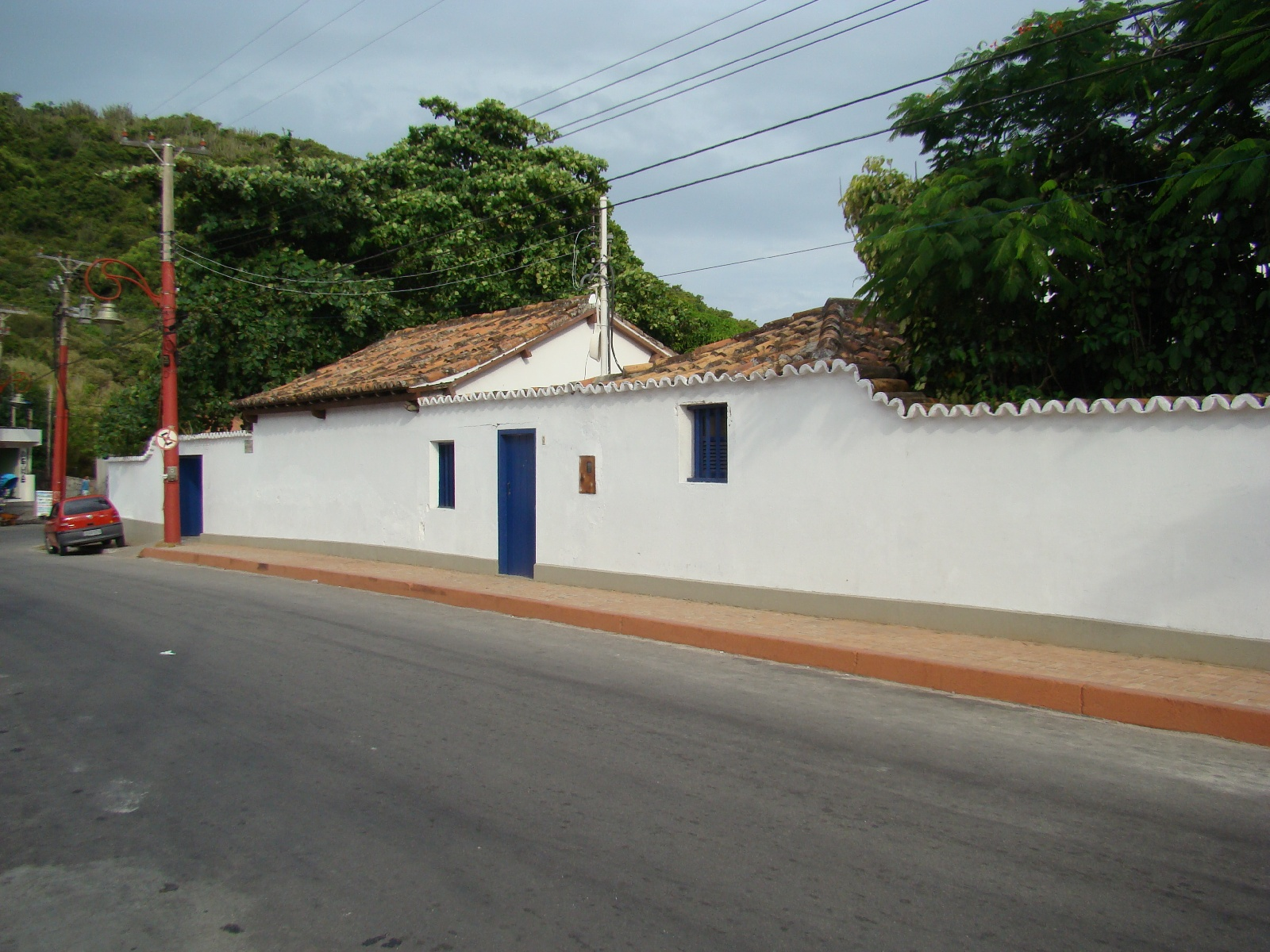

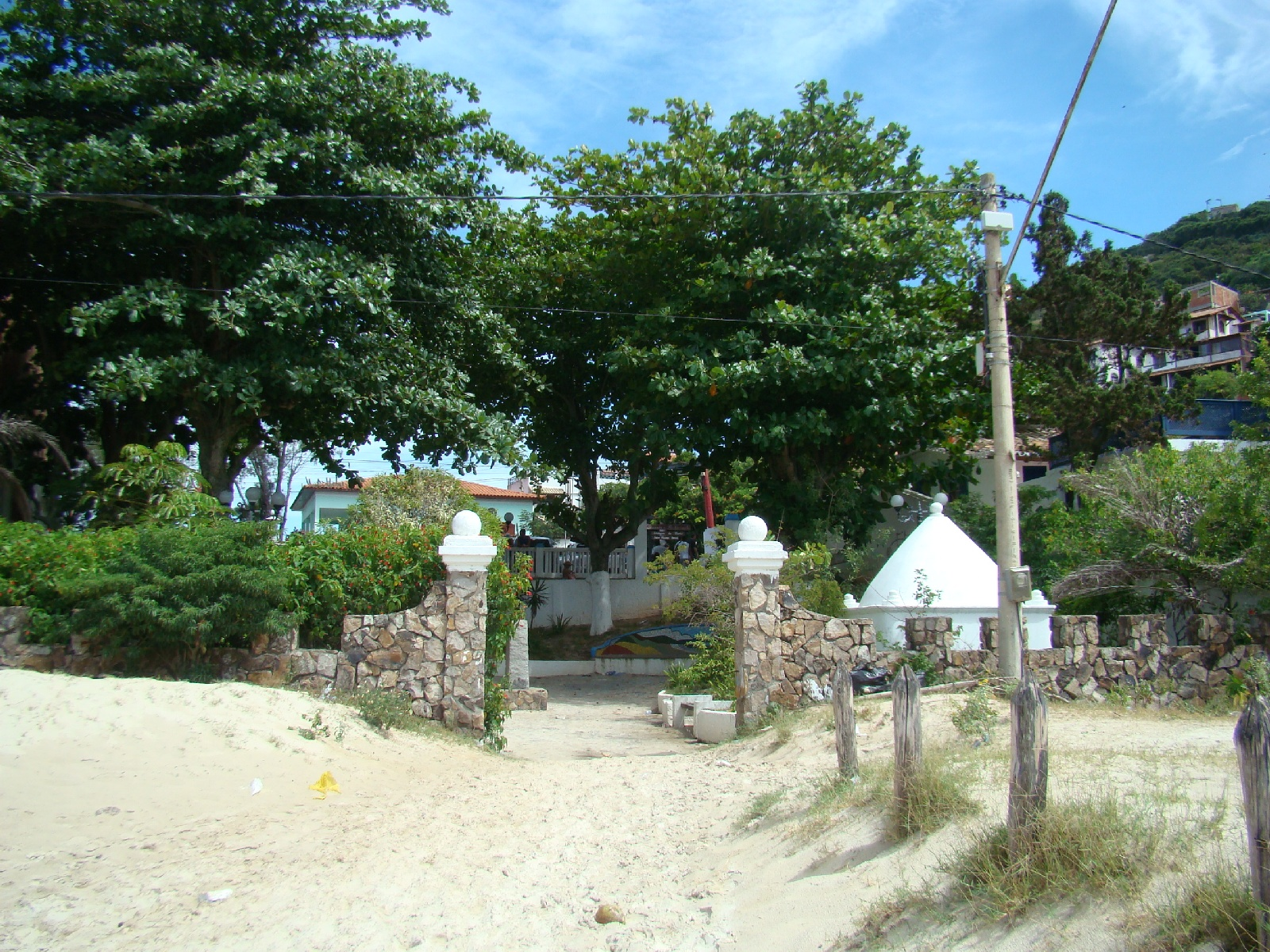

Климат местности: тропический.